# Калининградская областная научная библиотека
Калинингра́дская областна́я нау́чная библиоте́ка (сокр. КОНБ, государственное бюджетное учреждение культуры) — крупнейшая библиотека в Калининградской области, региональный библиотечный, информационный, просветительский и методический центр. Количество читателей библиотеки составляет около 30 тысяч человек. Ежегодные посещения библиотеки превышают 100 тысяч.

## История
Библиотека была образована 2 июня 1946 года. Постановлением Совета Министров РСФСР от 27 июня 1947 года здание на Сталинградском проспекте (сейчас проспект Мира 9/11), было передано Комитету по делам культурно-просветительных учреждений для размещения областной библиотеки.
Здание библиотеки было построено в 1929—1930 годах в стиле баухауз по проекту немецкого архитектора Роберта Либенталя для Прусского государственного архива. В настоящее время является памятником архитектуры регионального значения.
После Второй мировой войны здание было восстановлено, с 1948 года в нём началось обслуживание читателей. В то время фонд составлял 20 000 томов, в 5 отделах библиотеки работали 16 сотрудников. Книжный фонд формировался на основе поступлений из обменных фондов библиотек Москвы, Ленинграда и других библиотек СССР. Небольшую часть фонда составили книги из библиотек Кёнигсберга.

### Директора
- 1946—1974 гг. — Иван Алексеевич Бурма
- 1974—1983 гг. — Таисия Савельевна Киселёва
- 1984—1987 гг. — Нина Александровна Петриковец
- 1987—1993 гг. — Людмила Петровна Кашаева
- 1994—2017 гг. — Нина Александровна Рузова
- c 2017 г. — Елена Валерьевна Кошемчук

## Фонды
Фонд КОНБ составляет свыше 700 тысяч книг, аудиовизуальных и электронных документов; 400 наименований периодических изданий. По содержанию фонды универсальны, представлена литература по всем отраслям знания.
В структуре Центра краеведческой литературы, редких книг, рукописей и специальных коллекций — архив местной печати, собирающий издательскую продукцию Калининградской области с 1947 года; крупнейший в регионе фонд краеведческой литературы; фонд редких книг.
В фонде редких книг и специальных коллекций есть оригинальные издания русской книги XVIII—XX веков; репринтные, факсимильные, миниатюрные и высокохудожественные издания, многие из которых обладают ценностью раритета; издания XIX века по истории Пруссии и Кёнигсберга; книжные коллекции писателей, ученых, общественных деятелей Калининградской области.
Собрание отдела литературы по искусству включает книжный фонд и фонд периодических изданий по всем видам и жанрам искусства, а также нотный фонд и фонд аудиовизуальных изданий (грампластинок, аудиокассет, видеокассет, CD и DVD дисков). Среди книг есть ценные иллюстрированные альбомы, энциклопедии живописи.

## Проекты
КОНБ является координатором ежегодных Дней литературы в Калининградской области, Дней славянской письменности и культуры, Пушкинского дня. Среди крупных проектов библиотеки: литературный интернет-фестиваль «Еврочтение-2007», Лихачевские научные чтения, Международная библиотечная философская школа, конференции и семинары с участием библиотек Польши, Литвы, Белоруссии, Украины, Швеции, США и других стран.
В мае 2016 года КОНБ принимала Всероссийский библиотечный конгресс: XXI Ежегодную Конференцию Российской библиотечной ассоциации. В сентябре 2021 года КОНБ принимала IX Форум молодых библиотекарей России «Молодые профессионалы в библиотеке: драйверы роста».

## Структура
- Информационно-библиографический отдел
- Научно-методический отдел
- Отдел библиотечного обслуживания
- Отдел изучения и хранения основного фонда
- Отдел информационных технологий
- Центр международного сотрудничества и литературы на иностранных языках
- Отдел литературы на иностранных языках
- Отдел литературы по искусству. Медиатека
- Региональный центр чтения
- Отдел формирования и обработки фондов
- Публичный центр правовой и социально-значимой информации
- Центр регионоведения
- Центр электронной доставки документов и МБА

В мае 2014 года в КОНБ открылся Региональный центр доступа к информационным ресурсам Президентской библиотеки им. Б. Н. Ельцина.
С апреля 2015 года в Зале электронных ресурсов и услуг и в отделе библиотечного обслуживания открыт доступ к изданиям электронной библиотеки «ЛитРес». 
С октября 2022 года на базе библиотеки работает региональный Центр Всероссийского музея А. С. Пушкина.